# Guiné-Bissau
Guiné-Bissau, oficialmente República da Guiné-Bissau, é um país da África Ocidental que faz fronteira com o Senegal ao norte, Guiné-Conacri ao sul e ao leste e com o Oceano Atlântico a oeste. O território guineense abrange 36 125 km2 de área, com uma população estimada de 2 milhões de pessoas segundo o censo de 2009.
A Guiné-Bissau fazia parte do Reino de Gabu, bem como parte do Império do Mali. Partes deste reino persistiram até o século XVIII, enquanto algumas outras estavam sob domínio do Império Português desde o século XVI. No século XIX, a região foi colonizada e passou a ser referida Guiné Portuguesa. Após a independência, declarada em 1973 e reconhecida em 1974, o nome de sua capital, Bissau, foi adicionada ao nome do país para evitar confusão com a Guiné (a antiga Guiné Francesa) e a Guiné Equatorial (antiga Guiné Espanhola). Foi a primeira colónia portuguesa no continente africano a ter a independência reconhecida por Portugal.
A Guiné-Bissau tem um histórico de instabilidade política desde a sua independência e apenas um presidente eleito, José Mário Vaz, conseguiu completar com sucesso um mandato completo de cinco anos. Apenas 60% da população fala português (primeira ou segunda língua), estabelecido como língua oficial durante o período colonial. A grande maioria da população (90,4%) fala kriol, uma língua crioula baseada no português, enquanto o restante dos habitantes falam uma variedade de línguas africanas nativas. As principais religiões são as religiões tradicionais africanas e o islamismo; há uma minoria cristã (principalmente católica romana).
O produto interno bruto (PIB) per capita do país é um dos mais baixos do mundo. A Guiné-Bissau é membro da União Africana, Comunidade Económica dos Estados da África Ocidental, Organização para a Cooperação Islâmica, União Latina, Comunidade de Países de Língua Portuguesa, Francofonia e da Zona de Paz e Cooperação do Atlântico Sul.

## História

### Primeiros povos e colonização portuguesa
Antes da chegada dos Europeus e até o século XVII, a quase totalidade do território da Guiné-Bissau integrava o Reino de Gabu, tributário do Império do Mali, dos mandingas, que florescera a partir de 1235 e subsistiu até o século XVII. Os grupos étnicos eram os balantas, os fulas e os malinquês.
O primeiro navegador e explorador europeu a chegar à costa da actual Guiné-Bissau foi o português Nuno Tristão, em 1446. Foram instaladas diversas feitorias na costa da Guiné-Bissau com o objetivo de trocar o vinho, os cereais, o azeite e o sal português pelo ouro, pela malagueta e pelo marfim africano. A colonização só tem início em 1558, com a fundação da vila de Cacheu. A princípio somente as margens dos rios e o litoral foram exploradas. A colonização do interior só se dá a partir do século XIX. No XVII, foi instituída a Capitania-Geral da Guiné Portuguesa. Mais tarde, durante o Estado Novo de Salazar, a colónia passaria a ter o estatuto de província ultramarina, com o nome de Guiné Portuguesa.
A vila de Bissau foi fundada em 1697, como fortificação militar e entreposto de tráfico de escravos. Posteriormente elevada a cidade, tornar-se-ia a capital colonial em 1941, estatuto que manteve após a independência da Guiné-Bissau.

### Independência

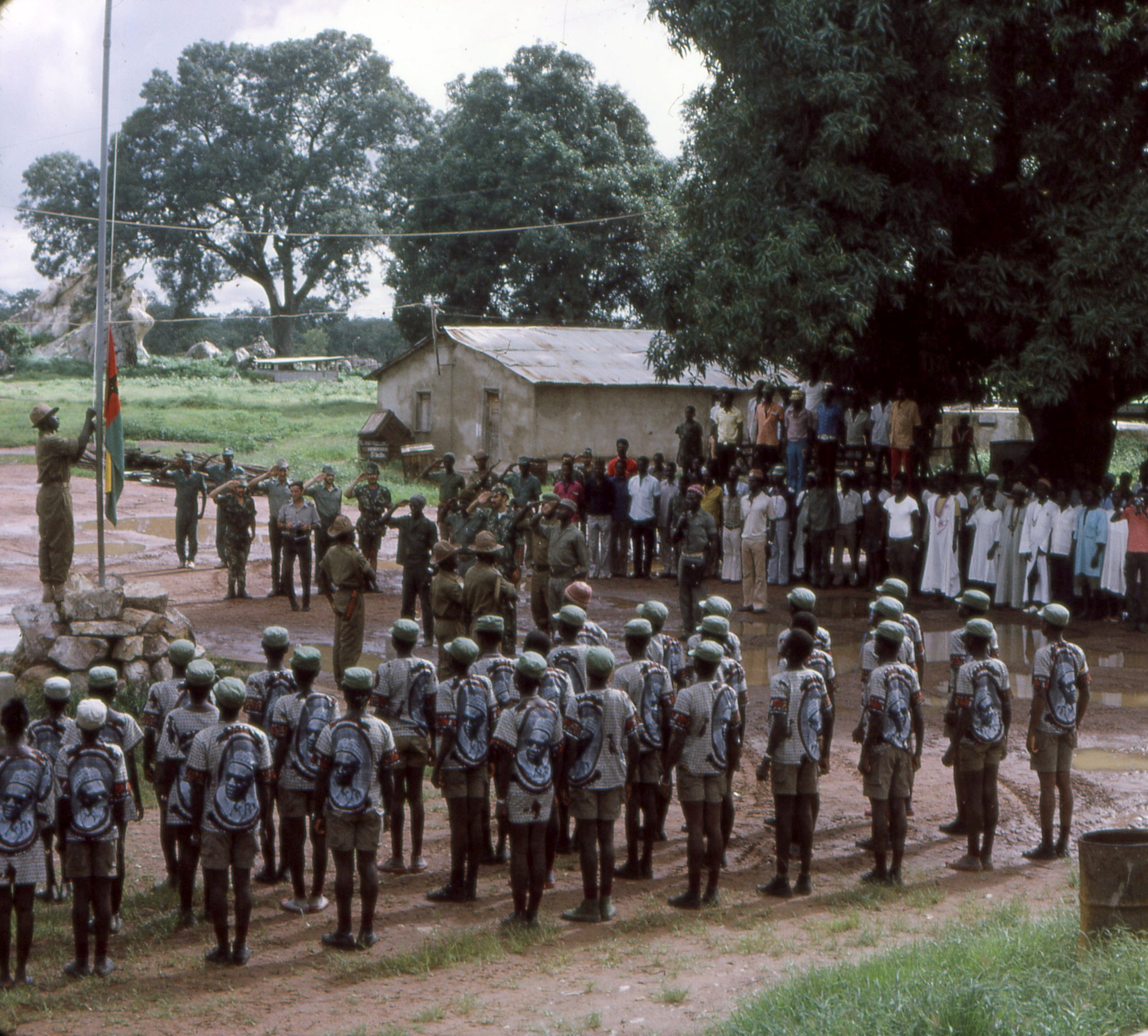
Soldados do PAIGC hasteiam a bandeira da Guiné-Bissau em 1974, depois da declaração de independência

Em 1956, Amílcar Cabral liderou a fundação do Partido Africano para a Independência da Guiné e Cabo Verde (PAIGC), que, no início da década de 1960, iniciou a luta armada contra o regime colonial. Cabral foi assassinado em 1973, em Conacri, num atentado que o PAIGC atribuiu aos serviços secretos portugueses mas que, na verdade, fora perpetrado por um grupo de guineenses do próprio partido, que acusavam Cabral de estar dominado pela elite de origem cabo-verdiana.
Apesar da morte do líder, a luta pela independência prosseguiu, e o PAIGC declarou unilateralmente a independência da Guiné-Bissau em 24 de setembro de 1973. Nos meses que se seguiram, o ato foi reconhecido por vários países, sobretudo comunistas e africanos. Todavia Portugal só reconheceu a independência da Guiné-Bissau em 10 de setembro de 1974, após a Revolução dos Cravos — esta devida, em larga medida, ao impasse em que caíra o esforço bélico português nas colónias africanas. Os portugueses começaram então a abandonar a capital, Bissau, ainda em seu poder.

### Era Vieira

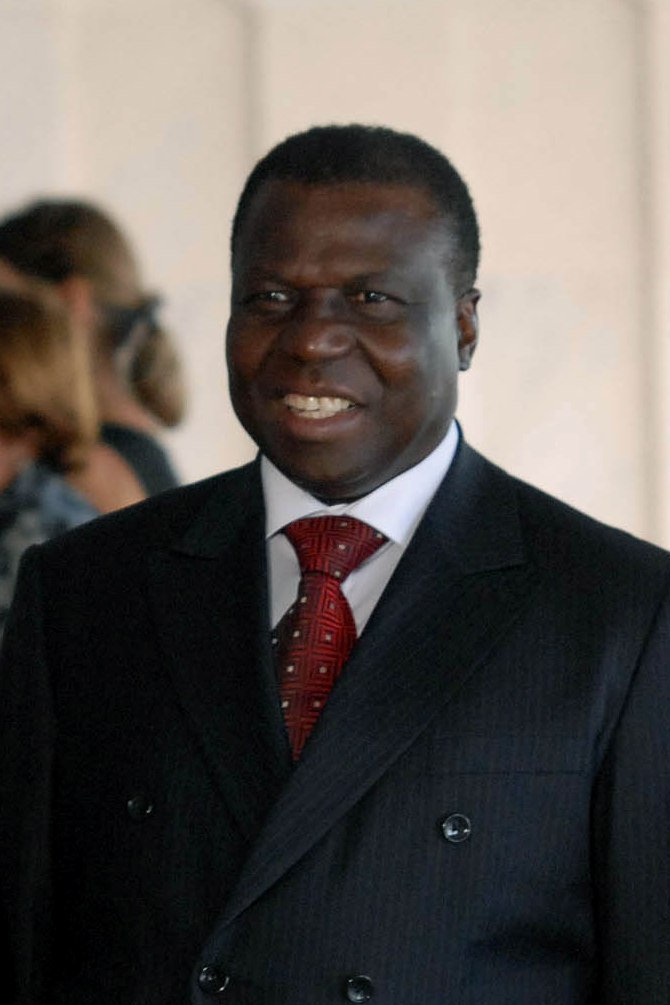
João Bernardo Vieira

Segundo o projecto político concebido pelo PAIGC, a Guiné e Cabo Verde, inicialmente constituídos como estados separados, tenderiam a formar uma unidade. Assim, após a independência, os dois países passaram a ser dirigidos por um único partido — o PAIGC — até 1980. Mas, em 14 de novembro de 1980, um golpe de estado, empreendido pelo chamado Movimento Reajustador, sob a liderança do Primeiro-Ministro João Bernardo Vieira (Nino Vieira), um prestigiado veterano da guerra contra Portugal, derrubou o primeiro Presidente da República da Guiné-Bissau, Luís Cabral, irmão do falecido Amílcar, e suspendeu a Constituição da República, instituindo o Conselho da Revolução, formado por militares e civis. Extinguia-se, assim, o projecto de unificação dos dois países.
Dentre as razões alegadas para o golpe de Estado, foram apontadas: crise política interna do PAIGC e cerceamento de diálogo no interior do partido, crise económica e social no país, com escassez de alimentos básicos, como arroz, batata, óleo e açúcar; prisões e fuzilamentos de ex-comandos africanos, ex-milicianos e de alguns civis, acusados de terem pertencido ou apoiado o exército colonial português.
Luís Cabral parte para Cuba e depois para o exílio em Portugal, enquanto que na Guiné eram mostradas valas comuns em Cumeré, Portogole e Mansabá, com os restos mortais de soldados guineenses que lutavam para o Exército Português, fuzilados em massa por ordem do antigo chefe de estado Luís Cabral.
Após a derrubada de Luís Cabral, os dirigentes políticos cabo-verdianos decidiram desvincular-se do PAIGC, formando um novo partido, designado por PAICV (Partido Africano para a Independência de Cabo Verde), numa total ruptura política.
Até 1984, o país foi controlado por um conselho revolucionário sob a chefia de Nino Vieira. Em 1989, o presidente Nino Vieira começa o esboço de um programa de reformas e liberalização política, abrindo caminho para uma democracia multipartidária. Eliminaram-se vários artigos da Constituição que privilegiavam o papel de liderança do PAIGC, e foram ratificadas leis que permitiam a formação de outros partidos políticos, liberdade de imprensa, sindicatos independentes e direito à greve.

### Guerra civil e período recente

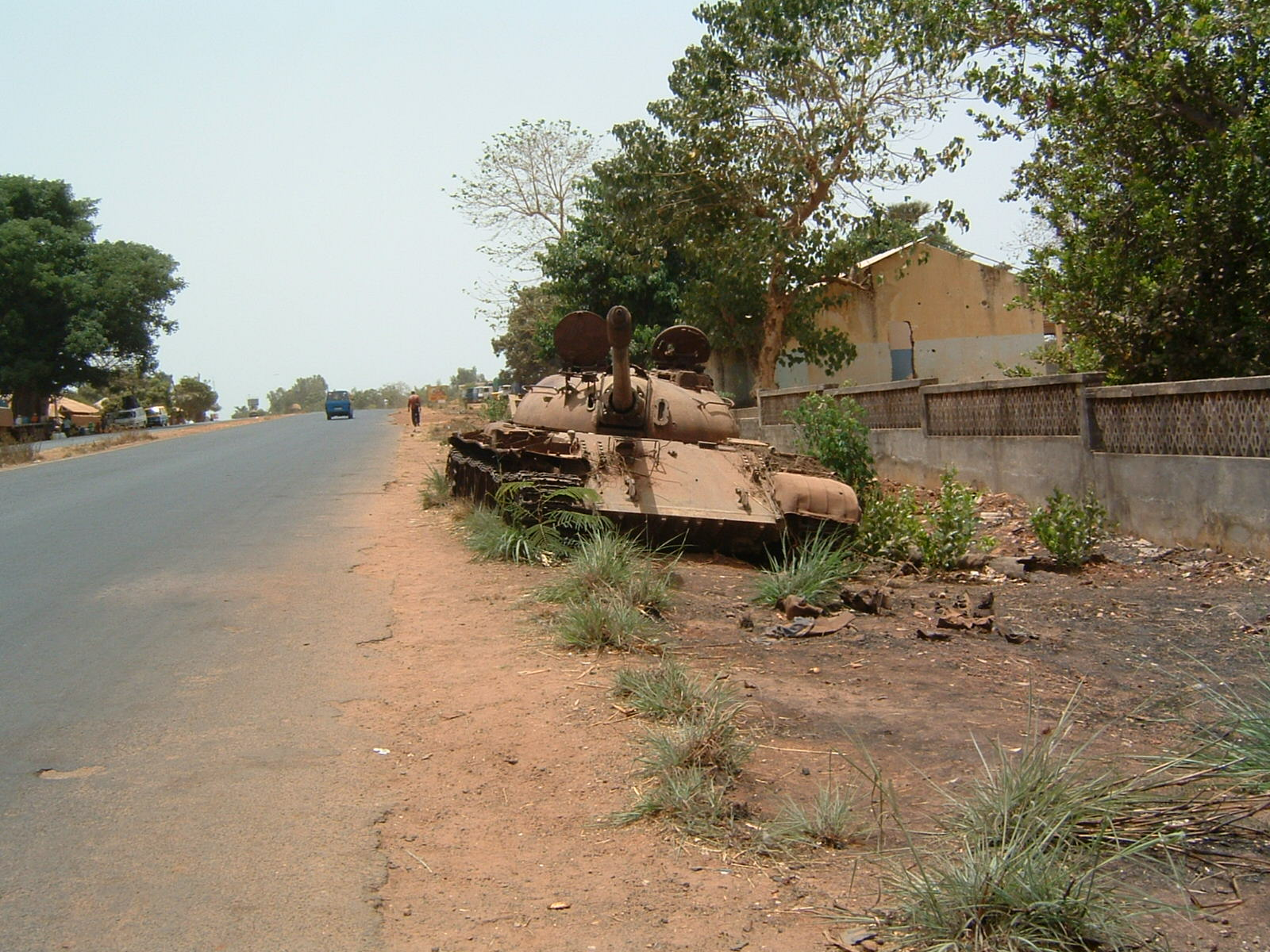
Um tanque T-54/T-55 abandonado depois do fim da guerra civil de 1998–1999

Em 1994, tiveram lugar as primeiras eleições multipartidárias para a presidência e o parlamento da Guiné-Bissau. Em 1998, o presidente Nino Vieira foi derrubado por um golpe militar liderado pelo brigadeiro Ansumane Mané. Vieira parte para o exílio em Portugal, e, entre 1998 e 1999, o país mergulha praticamente numa guerra civil.
Logo após a guerra civil, novas eleições foram convocadas, com a vitória do líder oposicionista Kumba Yalá e do seu partido, PRS (Partido para a Renovação Social). Yalá assume o cargo de presidente da República em 2000. Conhecido como "o homem do barrete vermelho", o novo presidente não tardou a revelar-se uma nulidade a todos os títulos e afinal foi deposto por novo golpe militar, em setembro de 2003, sob a alegação de inépcia para resolver os problemas do país. Henrique Rosa assumiu o posto interinamente.
Afinal, em abril de 2004, tiveram lugar as eleições legislativas, adiadas inúmeras vezes. Em outubro do mesmo ano, Ansumane Mané, comandante-mor das forças armadas, que nunca vira com bons olhos a ascensão de Kumba Yalá à presidência, protagonizou nova sublevação, mas acabou por ser morto por adversários (a pauladas, segundo fontes referidas por Jaime Nogueira Pinto na obra citada), o que causou uma forte comoção em todo o país.
Ainda que envoltas em polémica, as eleições presidenciais de 2005 reconduziram Nino Vieira ao mais alto cargo da nação. A situação geral continuou a degradar-se em todos os domínios: a Guiné-Bissau transformou-se num entreposto do narcotráfico internacional, ponto de distribuição para a América Latina e para a Europa.
A 1 de março de 2009, Tagme Na Waie, Chefe do Estado-Maior das Forças Armadas e antigo rival político de Nino Vieira, é assassinado num atentado bombista. Alguns militares que lhe eram próximos suspeitaram, embora sem provas, que o presidente estivesse envolvido neste atentado. Na manhã do dia seguinte, 2 de março de 2009, atacaram o palácio presidencial e mataram Nino Vieira. A verdade é que Tagme Na Waie exigira repetidamente o desarmamento da milícia fiel a Nino Vieira, e que tinha havido uma rápida escalada nas disputas pelo governo da Guiné-Bissau.
A cúpula militar, que muitos analistas consideram o verdadeiro poder neste pequeno e paupérrimo país, afirmou que os direitos democráticos seriam mantidos e que não se tratava de um golpe de Estado. Mas muitos governos de todo o mundo condenaram o assassinato de Nino Vieira (sem prejuízo de críticas e reservas à sua actuação) e exprimiram séria apreensão com referência à estabilidade política da Guiné-Bissau..

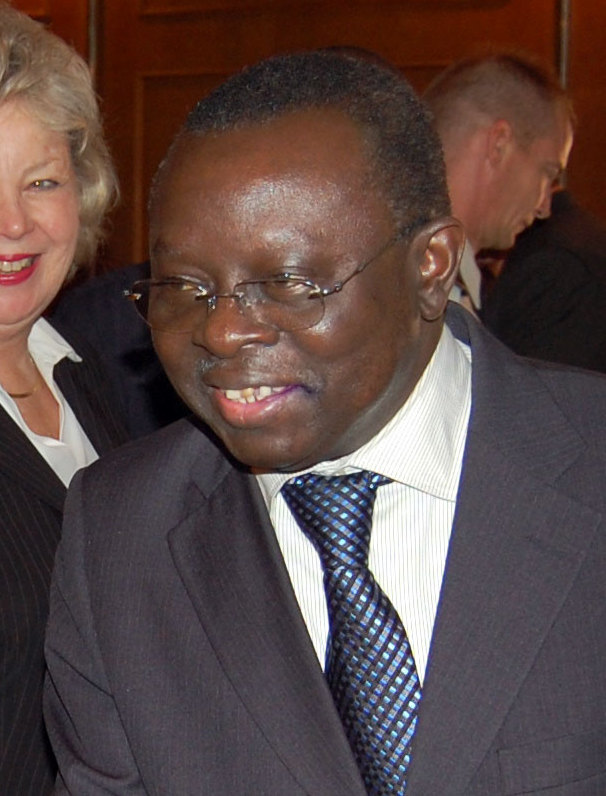
Raimundo Pereira

O Presidente da Assembleia Nacional Popular (ANP), Raimundo Pereira, assumiu a presidência interinamente, e os partidos políticos guineenses marcaram eleições presidenciais antecipadas para 28 de junho de 2009, as quais foram vencidas por Malam Bacai Sanhá, que, anteriormente, foi presidente da Assembleia Nacional Popular da Guiné-Bissau de 1994 a 1999. Morreu na capital francesa, quando ainda era presidente, em 9 de janeiro de 2012, de causas desconhecidas. Interinamente, assumia o posto de presidente da República Raimundo Pereira, que já era o chefe de Governo em funções durante a enfermidade de Bacai Sanhá.
A transição da Guiné-Bissau para a democracia continua, no entanto, dificultada pela debilidade da sua economia, pela devastação provocada pela guerra civil e pela instabilidade política. A 1 de abril de 2010, assistiu-se a uma nova tentativa de golpe de estado, desta vez contra o primeiro-ministro Carlos Gomes Júnior e o chefe das Forças Armadas, tenente-general Zamora Induta.
A partir de 2009, quando do assassinato do presidente da Guiné-Bissau, João Bernardo Vieira, o Brasil tem-se comprometido com a pacificação do país. O Brasil preside a Configuração Específica da Guiné Bissau da Comissão de Consolidação da Paz (CCP) das Nações Unidas, criada por iniciativa brasileira. Há, ainda, o Centro de formação para as forças de segurança da Guiné-Bissau, patrocinado pelo Brasil, para limitar o papel das forças armadas às questões militares. A cooperação técnica brasileira em ciclos eleitorais, uma das mais avançadas do mundo, tem sido prestada por meio de cooperação triangular, a exemplo do Memorando de Entendimento Brasil-Estados Unidos-Guiné Bissau para apoio a atividades parlamentares.

### Golpe de estado
A 12 de abril de 2012, uma acção militar levada a cabo por militares guineenses atacam a residência do ex-primeiro-ministro e candidato presidencial, Carlos Gomes Júnior presidente do PAIGC, e ocuparam vários pontos estratégicos da capital da Guiné-Bissau, alegando defender as Forças Armadas de uma alegada agressão de militares angolanos, que segundo o autodenominado Comando Militar, teria sido autorizada pelos chefes do Estado interino e do Governo. No entanto, no imediato o panorama é dos mais confusos quanto a actores e motivações. Enquanto a ONU, a União Africana e a União Europeia exigiram a restauração imediata da ordem constitucional, a CEDEAO impôs em 11 de maio Manuel Serifo Nhamadjo, presidente da Assembleia Nacional, como Presidente Interino do país, com mandato para um ano.

## Geografia

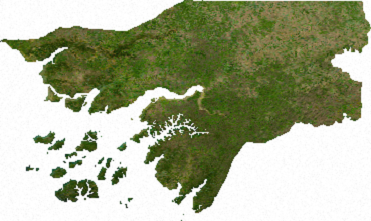
Imagem de satélite da Guiné-Bissau, com base nos dados fornecidos pelo The Map Library

Com uma área de 36 126 km², o país é maior que a Bélgica, Taiwan, Haiti ou mesmo os estados brasileiros de Alagoas e Sergipe.
O país estende-se por uma área de baixa altitude. O seu ponto mais elevado está 300 metros acima do nível do mar. O interior é formado por savanas e o litoral por uma planície pantanosa. O período chuvoso alterna com um período de seca, com ventos quentes vindos do deserto do Sahara. O arquipélago dos Bijagós situa-se a pouca distância da costa.

### Clima
Situada aproximadamente a meia distância entre o equador e o Trópico de Câncer, a Guiné-Bissau tem clima tropical, caracteristicamente quente e húmido. Há duas estações distintas: a estação das chuvas e a estação seca. O território insular, composto por mais de 80 ilhas, exibe algumas das melhores praias da África Ocidental.
A estação das chuvas estende-se de meados de maio até meados de novembro, com maior pluviosidade em julho e agosto. A estação seca corresponde aos restantes meses do ano. Os meses de dezembro e janeiro são os mais frescos. No entanto, as temperaturas são muito elevadas durante todo o ano.

### Áreas Protegidas
As áreas protegidas da Guiné-Bissau incluem várias tipologias de conservação, destacando-se a Reserva da Biosfera do Arquipélago dos Bijagós, classificada pela UNESCO em 1996.

## Demografia

### Composição étnica

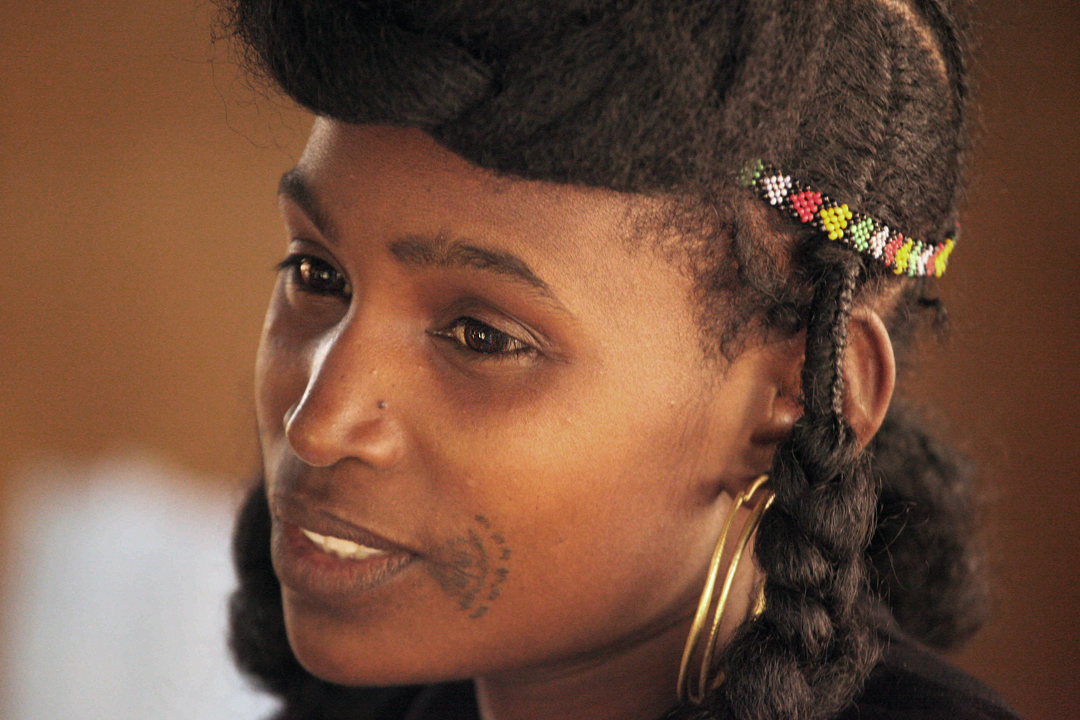
Mulher do povo fula

A população da Guiné-Bissau é etnicamente diversa e tem muitas línguas, costumes e estruturas sociais distintos. Pode ser dividida nos seguintes grupos étnicos: fulas e os povos de língua mandinga, que compõem a maior parte da população e estão concentrados no norte e nordeste do território; os balantas, que vivem nas regiões costeiras do sul; e os manjacos, que ocupam as áreas costeiras do centro e norte. A maioria do restante são mestiços, com ascendência mista de portugueses e africanos, além de uma minoria de Cabo Verde.
Os nativos de Portugal compreendem atualmente uma percentagem muito pequena da população do país. Depois que Guiné-Bissau conquistou a independência, a maioria dos cidadãos portugueses deixou o país. O país tem uma pequena população de chineses. Estes incluem comerciantes de ascendência portuguesa e chinesa de Macau, uma antiga colónia portuguesa na Ásia.

### Idiomas
Apenas uma pequena minoria da população do país tem o português, língua oficial e idioma usado pelo governo desde os anos coloniais, como língua materna. Cerca de 60% dos guineenses conseguem falar este idioma, principalmente como segunda língua. Cerca de 90,4% da população fala kriol, uma língua crioula baseada no português e que é efetivamente a língua nacional de comunicação. O restante fala uma variedade de línguas africanas nativas das suas diferentes etnias que convivem no seu seio. A maioria dos portugueses e mestiços falam uma das línguas africanas e o crioulo como segunda língua.[carece de fontes?] O francês é ensinado nas escolas, porque o país é cercado por nações de língua francesa, além de ser membro da Francofonia.

### Religião
| Religião na Guiné-Bissau       | Religião na Guiné-Bissau       | Religião na Guiné-Bissau | Religião na Guiné-Bissau | Religião na Guiné-Bissau |
| ------------------------------ | ------------------------------ | ------------------------ | ------------------------ | ------------------------ |
| Religião                       |                                |                          | % aprox.                 |                          |
| Muçulmanos                     | Muçulmanos                     |                          | 46,1%                    | 46,1%                    |
| Crenças Tradicionais Africanas | Crenças Tradicionais Africanas |                          | 30,6%                    | 30,6%                    |
| Cristãos                       | Cristãos                       |                          | 18,9%                    | 18,9%                    |
| Outras/Nenhuma                 | Outras/Nenhuma                 |                          | 4,4%                     | 4,4%                     |

Ao longo do século XX, a maioria dos guineenses praticava alguma forma de animismo. No início do século XXI, muitos se converteram ao islamismo, que hoje é praticado por 46,1% da população do país. A maioria dos muçulmanos da Guiné-Bissau é da denominação sunita, sendo que cerca de 2% pertencem à seita Ahmadi.
O cristianismo é seguido por cerca de 18,9% da população do país e 30,6% continuam a manter as crenças nativas. Essas estatísticas podem ser enganadoras, no entanto, como muitos moradores praticam formas sincréticas das religiões islâmica e cristã, combinando suas práticas com as crenças tradicionais africanas.

## Governo e política

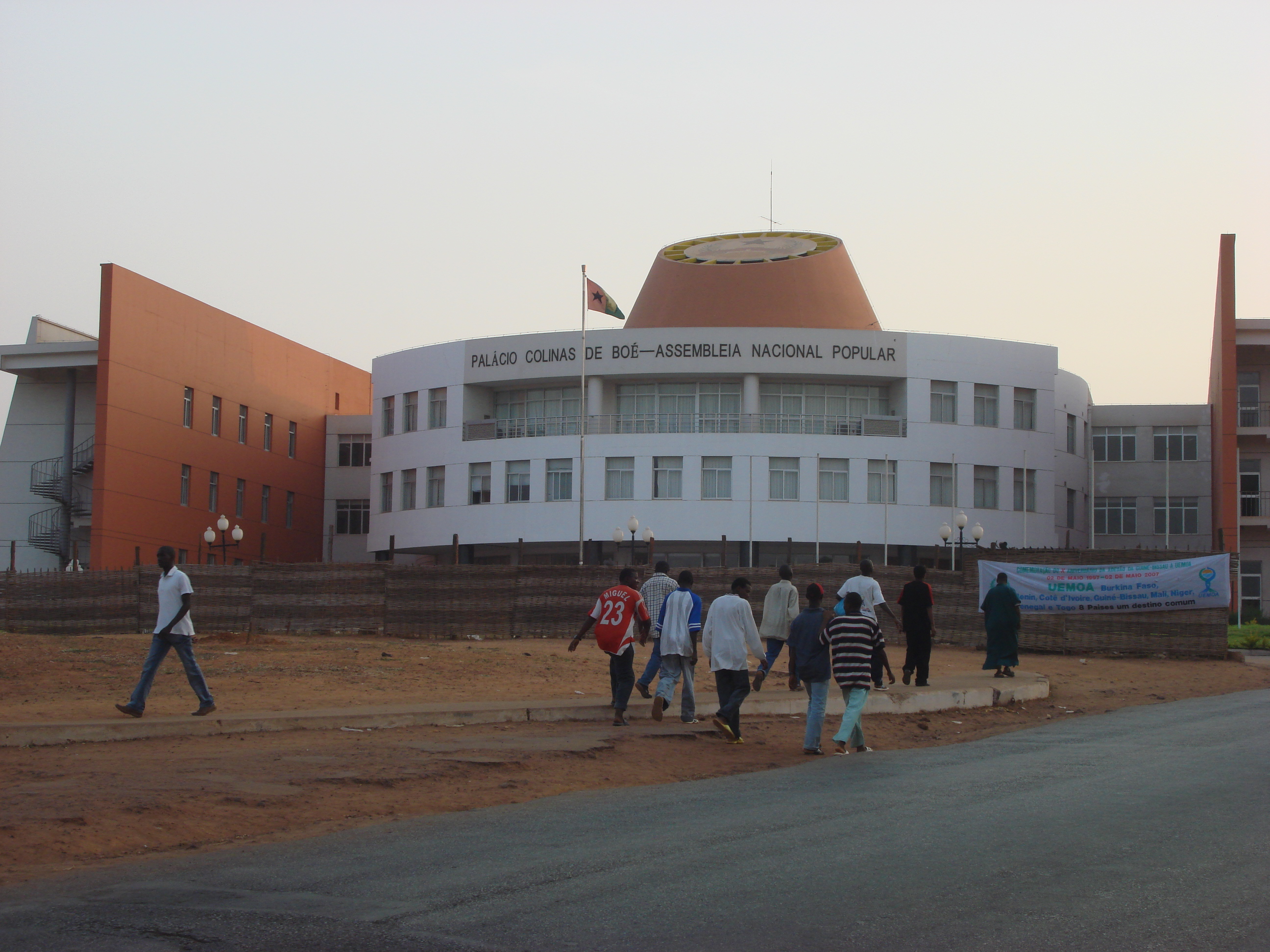
Sede da Assembleia Nacional Popular da Guiné-Bissau

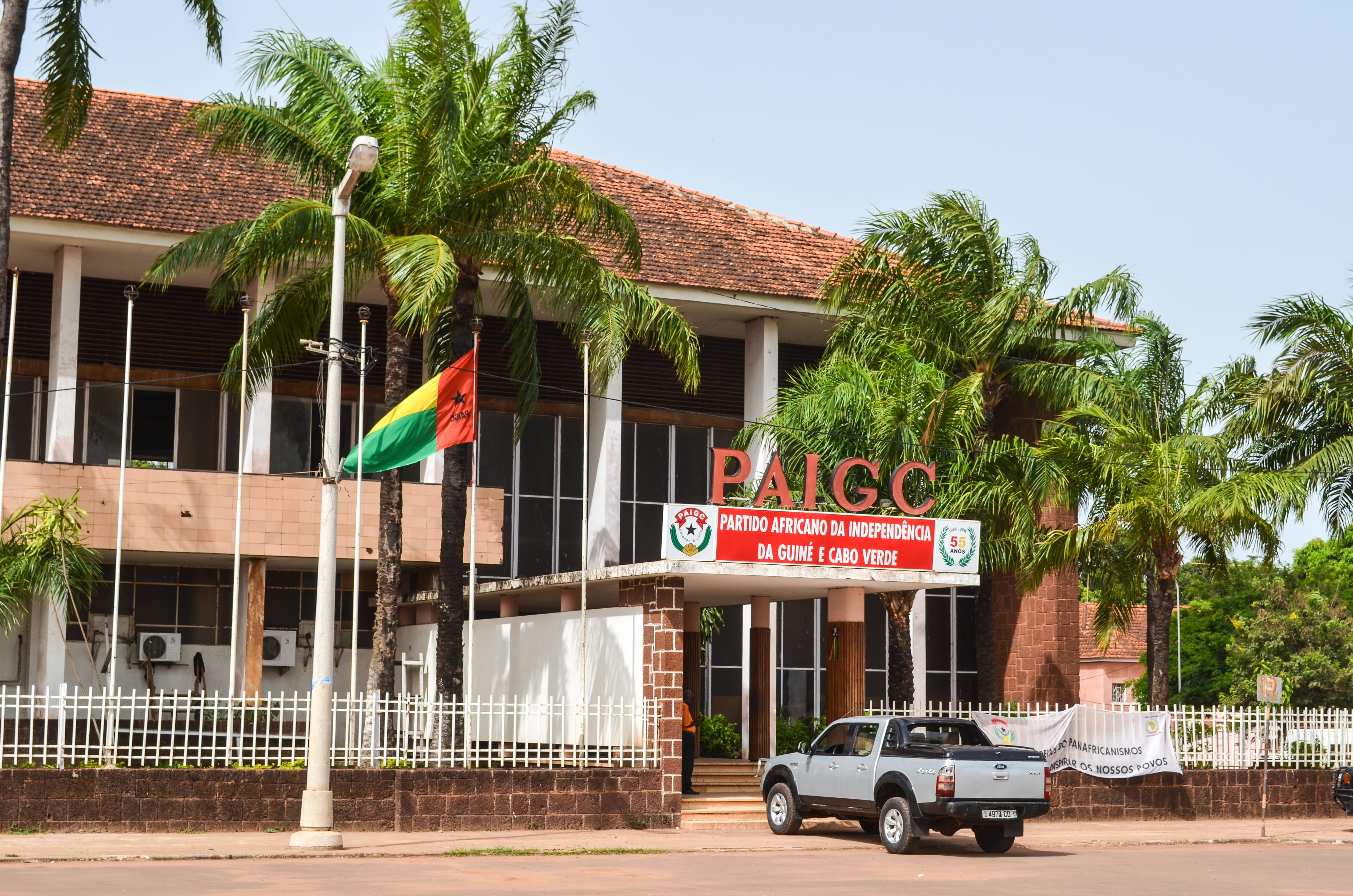
Sede do PAIGC

A Guiné-Bissau é uma república. No passado, o governo havia sido altamente concentrado no governo central. A descentralização da administração não foi estabelecida até meados de 1991. O presidente é o chefe de Estado e o primeiro-ministro é o chefe de governo. O poder legislativo, a unicameral Assembleia Nacional Popular da Guiné-Bissau é a instituição máxima e é composta por 100 membros. Eles são eleitos pelo voto popular a partir de círculos pronominais para um mandato de quatro anos. O sistema judicial é dirigido por um Supremo Tribunal da Justiça, composto por nove juízes nomeados pelo presidente.

### Estabilidade
A Guiné-Bissau tem uma história de fragilidade política e institucional que remonta ao tempo da sua independência de Portugal em 1974. É um dos países do mundo mais propício a golpes de estado e politicamente instável. Desde a independência, registaram-se quatro golpes de estado bem-sucedidos na Guiné-Bissau e outros 16 golpes tentados, planeados ou suspeitos. Para além dos golpes militares, as frequentes mudanças de governo são outra manifestação da instabilidade política do país. No entanto, nos últimos anos a situação tem vindo a mudar e os governos têm sido mais estáveis. A corrupção continua a ser um problema constante no governo da Guiné-Bissau.

### Histórico
João Bernardo "Nino" Vieira foi eleito em 2005 como presidente da Guiné-Bissau como um Estado independente, sendo vencedor declarado do segundo turno das eleições pelo Comité Nacional de Eleições. Vieira voltou ao poder em 2005, seis anos depois de ter sido afastado do cargo durante uma guerra civil. Anteriormente, ele ocupou o poder por 19 anos após a tomada do poder em 1980 em um golpe de Estado. Nessa ação, derrubou o governo de Luís Cabral. Vieira foi morto em 2 de março de 2009, possivelmente por soldados em retaliação pelo assassinato do General Batista Tagme Na Waie. A morte de Vieira não provocou violência generalizada, mas houve sinais de turbulência no país, de acordo com o grupo de defesa Swisspeace. Malam Bacai Sanhá foi eleito após uma transição. Na eleição de 2009 para substituir Vieira, Sanhá foi o candidato presidencial do Partido Africano para a Independência da Guiné e Cabo Verde (PAIGC), enquanto Kumba Ialá foi o candidato presidencial do PRS.
Em 2012, o presidente Malam Bacai Sanhá morreu. Ele pertencia ao PAIGC, um dos dois principais partidos políticos da Guiné-Bissau, juntamente com o Partido de Renovação Social (PRS). Há outros 20 partidos menores. Após a morte de Sanhá, organizaram-se eleições presidenciais ainda durante o ano de 2012. Esse processo eleitoral não chegou a ser concluído, tendo o país entrado novamente em período de transição, que terminou com o acto eleitoral do dia 13 de abril de 2014. Nesse dia o povo guineense votou quer para as eleições presidenciais, quer para as eleições legislativas. José Mário Vaz, apoiado pelo Partido Africano da Independência da Guiné-Bissau e Cabo Verde (PAIGC), obteve 61,9% dos votos na segunda volta das eleições presidenciais enquanto que o candidato Nuno Nabian, candidato independente apoiado pelo Partido da Renovação Social (PRS) recolheu 38,1%. Relativamente às eleições legislativas, o PAIGC conquistou a maioria absoluta, com 55 dos 102 lugares da Assembleia Nacional Popular. Em segundo lugar ficou o Partido da Renovação Social (PRS) elegendo 41 deputados. Domingos Simões Pereira, presidente do PAIGC, tornou-se assim, por inerência, o primeiro-ministro.
Após pouco mais de um ano em funções, o Governo de Domingos Simões Pereira foi demitido por decreto presidencial a 12 de agosto de 2015. A 20 de agosto de 2015 o presidente José Mário Vaz nomeia, à revelia do PAIGC, Baciro Djá como novo primeiro-ministro da Guiné-Bissau. No entanto o Supremo Tribunal de Justiça (que na falta de um Tribunal Constitucional assume essas funções) julgou inconstitucional a nomeação de Baciro Djá, pelo que é exonerado de suas funções no dia 8 de setembro de 2015. A 17 de setembro de 2015 — e após intensas negociações entre o presidente da república e o PAIGC — Carlos Correia é nomeado Primeiro-Ministro da Guiné-Bissau, a 12 de outubro de 2015 e tomado posse no dia seguinte.

### Relações exteriores
Guiné-Bissau mantém boas relações com Portugal, nos últimos anos, muitos guineenses da Guiné-Bissau têm emigrado para Portugal e a comunidade de imigrantes neste país já é relativamente grande. A maioria dos laços entre Portugal e Guiné-Bissau são económicos, quase 40% das importações da Guiné-Bissau provêm de Portugal. Nos últimos 5 anos, o comércio entre Portugal e a Guiné-Bissau tem aumentado muito. Em diversos setores económicos, Portugal está muito presente. Portugal é um dos maiores parceiros comerciais da Guiné-Bissau.
Entre 1990 e 1998, a Guiné-Bissau reconheceu Taiwan como a China legítima, no entanto, em 1998, passou a reconhecer a República Popular da China.[carece de fontes?] A China tem financiado algumas construções na Guiné-Bissau, como estádios desportivos e edifícios governamentais, em troca de direitos exclusivos sobre a pesca e a exploração florestal da Guiné-Bissau. A China também investiu no melhoramento nas telecomunicações na Guiné-Bissau.
A relação entre Cabo-Verde e Guiné-Bissau é antiga, ambos faziam parte da mesma administração portuguesa e do mesmo país até se separarem em 1980. Muitos turistas cabo-verdianos visitam a Guiné-Bissau e vice-versa. Ambos têm uma cultura, demografia e governo muito similares.
A relação entre Brasil e a Guiné-Bissau foi uma das primeiras, depois da sua independência. O Brasil abriu em Bissau em 1974.
Guiné-Bissau também tem uma relação boa com a Índia, que é o maior importador de produtos da Guiné-Bissau.

## Subdivisões

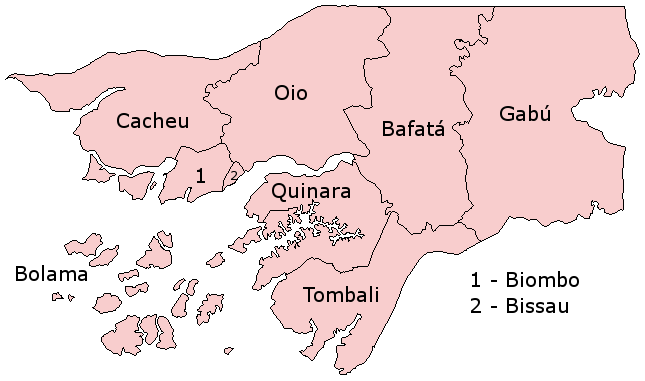
Mapa das regiões da Guiné-Bissau

A Guiné-Bissau é dividida em oito regiões e um sector autónomo:
- Bafatá (capital: Bafatá)
- Biombo (capital: Quinhamel)
- Sector autónomo de Bissau (Capital: Bissau)
- Bolama (capital: Bolama)
- Cacheu (capital: Cacheu)
- Gabu (capital: Gabu)
- Oio (capital: Farim)
- Quinara (capital: Buba)
- Tombali (capital: Catió)

## Economia

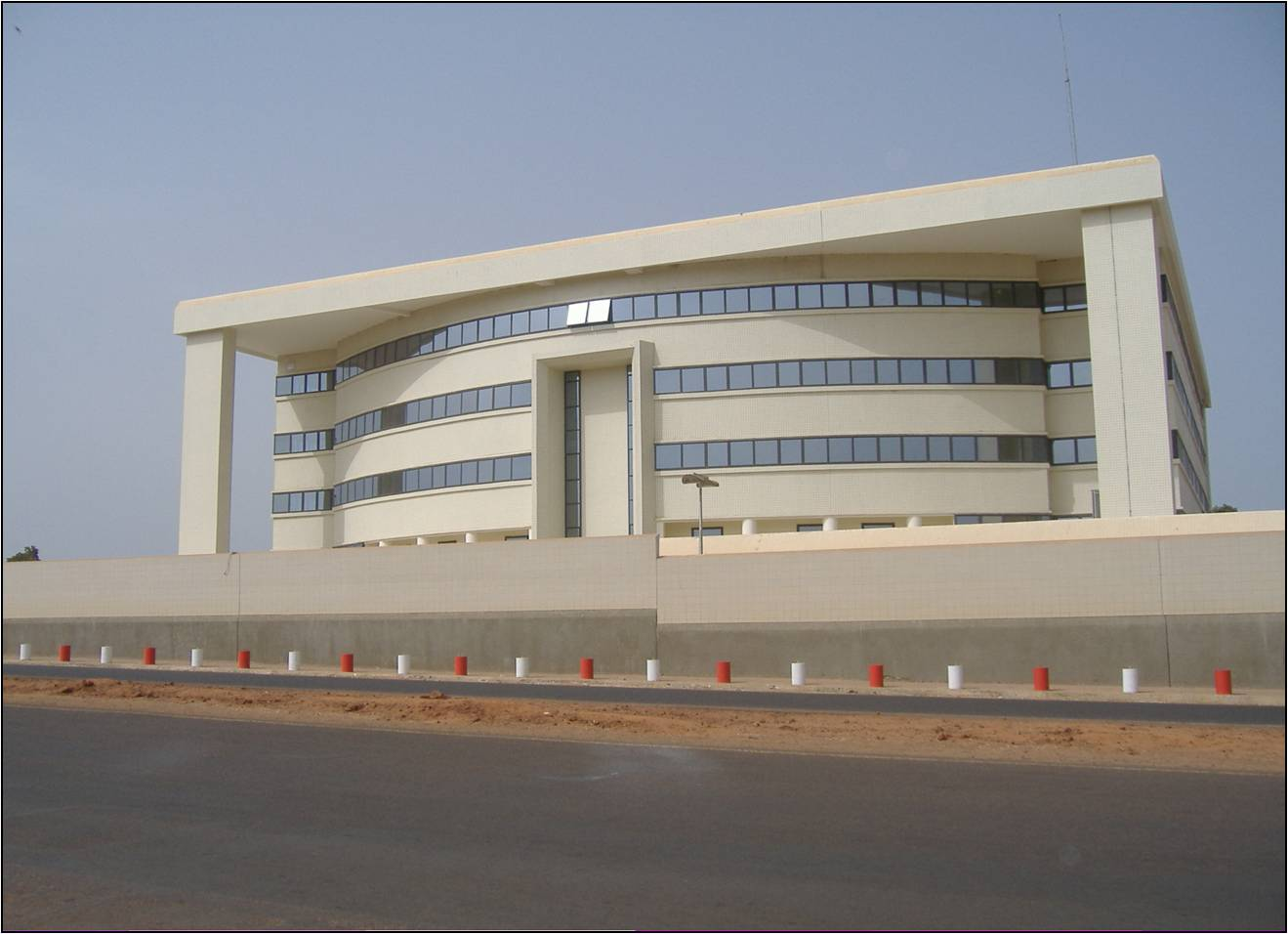
Sede do Banco Central da Guiné-Bissau

Principais produtos de exportação de Guiné Bissau em 2019.

O produto interno bruto (PIB) per capita da Guiné-Bissau é um dos mais baixos do mundo, enquanto o Índice de Desenvolvimento Humano (IDH) também é um dos piores do planeta. Mais de dois terços da população vive abaixo da linha da pobreza. A economia depende principalmente da agricultura; peixes, castanha de caju e nozes moídas são os seus principais produtos de exportação.
Um longo período de instabilidade política resultou em uma atividade econômica deprimida, na deterioração das condições sociais e no aumento dos desequilíbrios macroeconómicos. Leva mais tempo, em média, para registrar um novo negócio na Guiné-Bissau (233 dias ou cerca de 33 semanas) do que em qualquer outro país do mundo, exceto o Suriname.
A Guiné-Bissau começou a mostrar alguns avanços econômicos depois que um pacto de estabilidade foi assinado pelos principais partidos políticos do país, levando a um programa de reforma estrutural que foi auxiliado pela Fundo Monetário Internacional (FMI). Os principais desafios para o país no período que se avizinha são atingir a disciplina fiscal, reconstruir a administração pública, melhorar o clima económico para o investimento privado e promover a diversificação económica. Depois que o país tornou-se independente de Portugal em 1974, devido à Guerra Colonial Portuguesa e a Revolução dos Cravos, o rápido êxodo de civis, militares e autoridades políticas portuguesas resultou em danos consideráveis à infraestrutura econômica, ordem social e qualidade de vida do país.
Após vários anos de recessão econômica e instabilidade política, em 1997, Guiné-Bissau entrou no sistema monetário Franco CFA, o que trouxe alguma estabilidade monetária interna. A guerra civil, que ocorreu em 1998 e 1999, e um golpe militar em setembro de 2003 novamente interromperam a atividade econômica, deixando uma parte substancial da infraestrutura econômica e social em ruínas e intensificando a pobreza já generalizada da população. Após as eleições parlamentares de março de 2004 e as eleições presidenciais em julho de 2005, o país está tentando se recuperar do longo período de instabilidade, apesar de situação política ainda frágil. O país também é membro da Organização para a Harmonização em África do Direito dos Negócios (OHADA).
Por volta de 2005, os narcotraficantes com base na América Latina começaram a usar Guiné-Bissau, juntamente com várias nações da África Ocidental, como um ponto de transbordo de cocaína para a Europa. A nação foi mencionada por um funcionário das Nações Unidas por estar em risco para se tornar um "narco-Estado". O governo e os militares tem feito pouco para impedir o tráfico de drogas, que aumentou após o golpe de Estado de 2012.

## Infraestrutura

### Saúde
A Organização Mundial de Saúde (OMS) estima que há menos de cinco médicos para cada grupo de 100 000 habitantes no país. A prevalência de infecção pelo HIV entre a população adulta é de 1,8%, com apenas 20% das mulheres grávidas infectadas recebendo cobertura antirretroviral. Os casos de malária são ainda maiores, com 9% da população relatando infecção, sendo uma causa de mortalidade específica quase três vezes mais do que a AIDS. Em 2008, menos da metade das crianças com menos de cinco anos de idade dormia sob mosquiteiros ou tiveram acesso a antimaláricos.
A esperança de vida ao nascer vem crescendo desde 1990, mas continua a ser baixa. De acordo com a OMS, a esperança de vida para uma criança nascida em 2008 era de 49 anos. Apesar da redução de casos em países vizinhos, taxas de cólera foram notificadas em novembro de 2012, com 1 500 casos apresentados e 9 mortes. Uma epidemia de cólera em 2008 na Guiné-Bissau afetou 14 222 pessoas e matou outras 225.
Em junho de 2011, o Fundo de População das Nações Unidas divulgou um relatório sobre o estado da obstetrícia do mundo, contendo dados sobre a força de trabalho e as políticas relacionadas com a mortalidade neonatal e materna em 58 países. Neste relatório foi apresentado que, em 2010, a taxa de mortalidade materna a cada 100 000 nascidos é de 1 000, na Guiné-Bissau.

### Educação

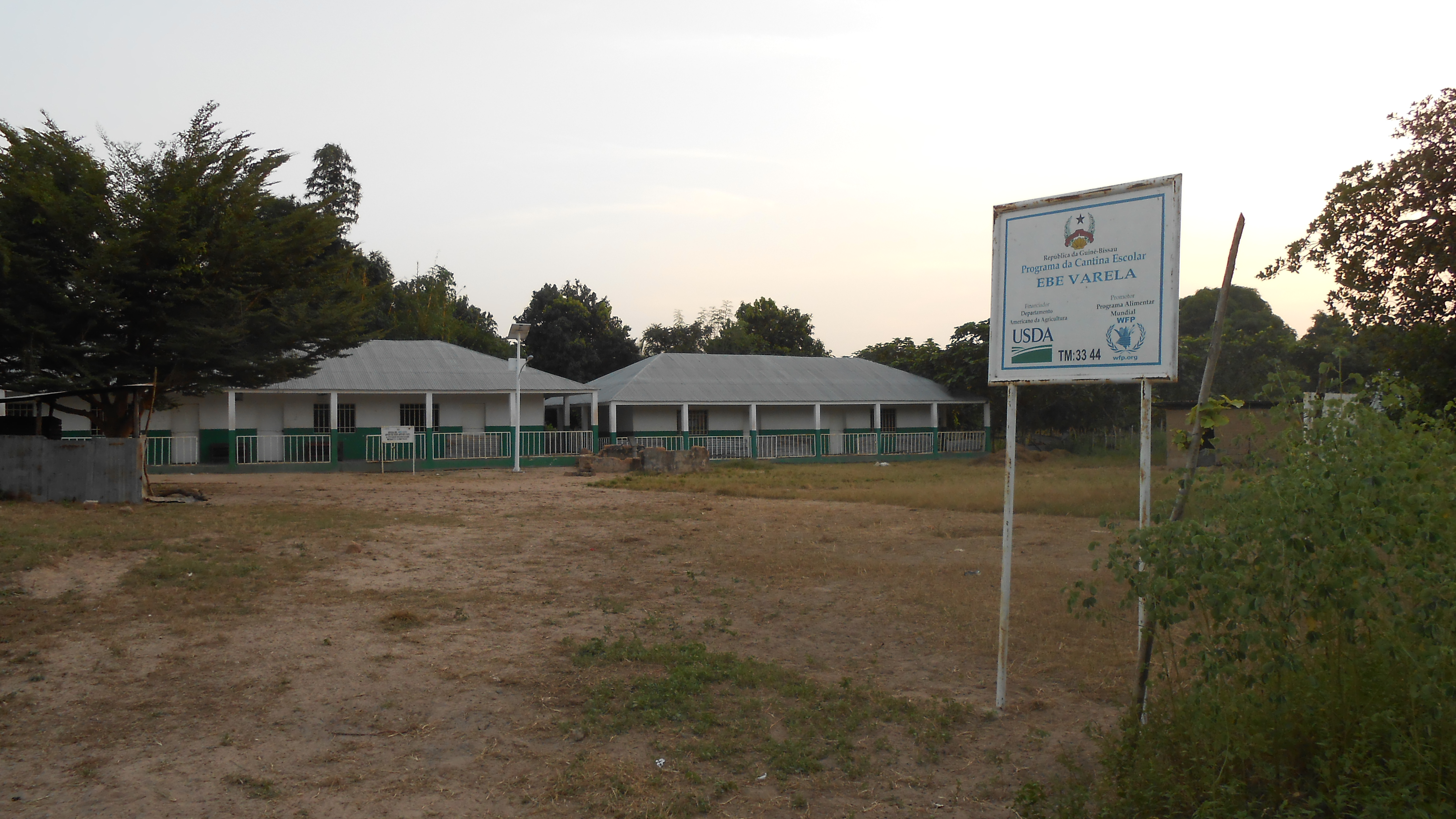
Escola Básica da Cidade de Varela, em 2017.

A educação é obrigatória a partir dos 7 anos de idade. A matrícula dos meninos é mais alta do que a de meninas. O trabalho infantil é muito comum no país. Em 2011, a taxa de alfabetização foi estimada em 55,3% (68,9% do sexo masculino, e 42,1% do sexo feminino).
Por outro lado, Guiné-Bissau tem várias escolas secundárias (em geral, assim como técnica) e um surpreendente número de universidades privadas, sendo que as públicas, como a Escola Nacional de Administração, a Escola Superior de Educação e a Faculdade de Direito estão federadas dentro da Universidade Amílcar Cabral, enquanto a Faculdade de Medicina Raúl Diaz Arguelles está inclusa dentro da Escola Nacional de Saúde.
Em 1998, a taxa de escolarização primária bruta era de 53,5%, com uma taxa maior para o sexo masculino (67,7%) em relação ao sexo feminino (40%). Desde 2001, a Guiné-Bissau tem se recuperado do conflito civil de 1999, mas a guerra civil e conflitos posteriores deslocaram um terço da população, destruíram muitas escolas e impediram que a maioria das crianças e jovens frequentassem a escola por, pelo menos, metade de um ano.

### Comunicações
O número de telemóveis registados cresceu de 20 000 para 40 000 entre janeiro de 2007 e janeiro de 2008, representando uma taxa de penetração de cerca de 3 por cento da população. Actualmente, operam no país 3 grandes empresas de telemóveis: a MTN (que substituiu a Areeba), a Orange e a Guine Tel. Na cidade de Bissau, são vendidos cartões pré-pagos e pacotes iniciais de todas as redes. As chamadas nacionais funcionam facilmente e com qualidade aceitável. Já as mensagens internacionais funcionam menos regularmente.[carece de fontes?]

## Cultura

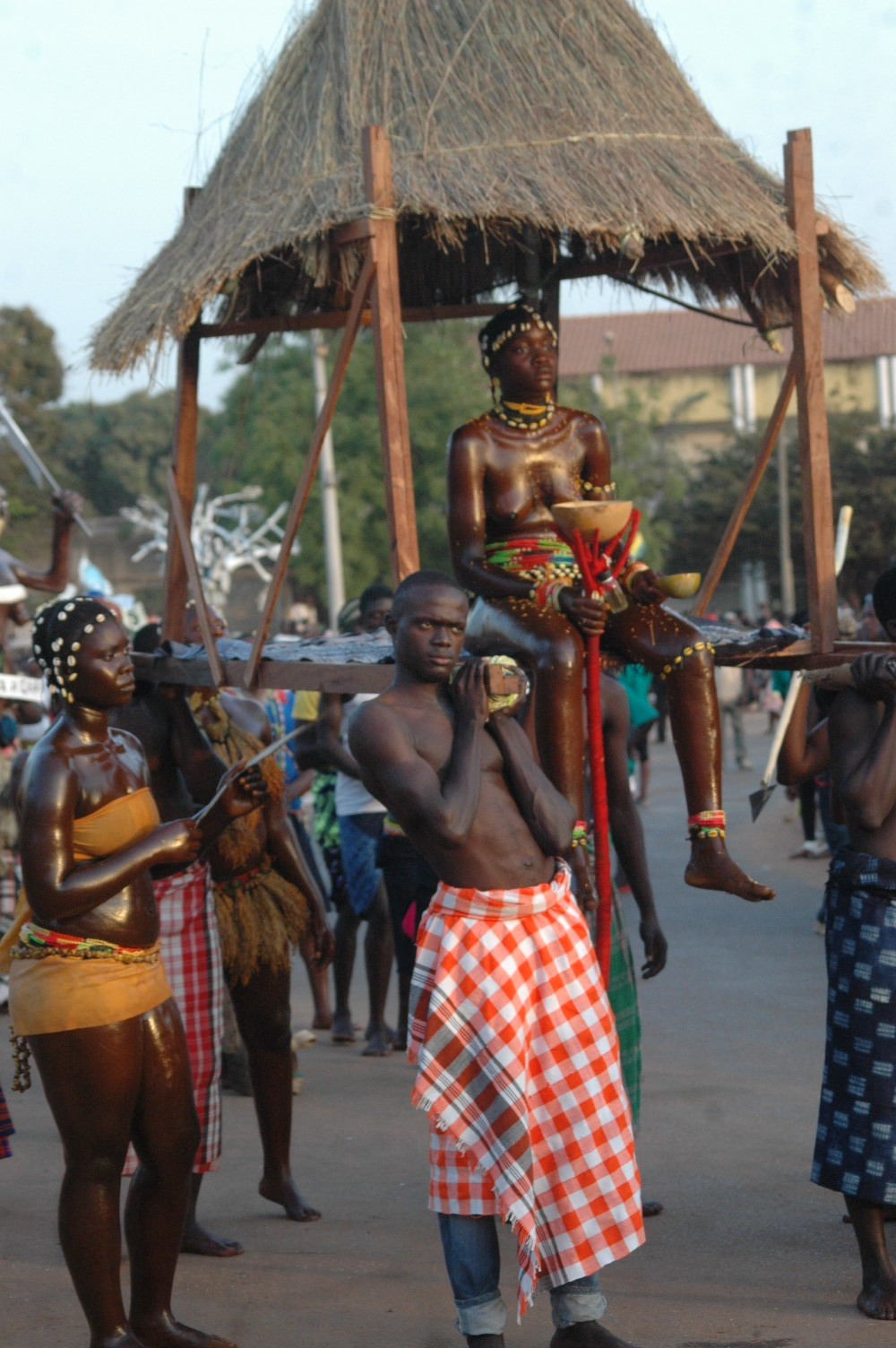
Rainha do Carnaval em Bissau, em 2023

A Guiné-Bissau possui um património cultural bastante rico e diversificado. As diferenças étnicas e linguísticas produziram grande variedade a nível da dança, da expressão artística, das profissões, da tradição musical, das manifestações culturais. A dança é, contudo, uma verdadeira expressão artística dos diversos grupos étnicos. Os povos animistas caracterizam-se pelas belas e coloridas coreografias, fantásticas manifestações culturais que podem ser observadas correntemente por ocasião das colheitas, dos casamentos, dos funerais, das cerimónias de iniciação.
O estilo musical mais importante é o gumbé. O Carnaval guineense, completamente original, com características próprias, tem evoluído bastante, constituindo uma das maiores manifestações culturais do País. Na literatura, ainda considerada incipiente, destacam-se os nomes de de Abdulai Silla, autor do primeiro romance de Guiné-Bissau, e Marinho de Pina.

### Música

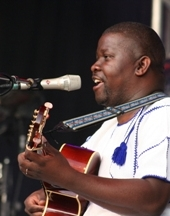
O músico guineense Manecas Costa

A música da Guiné-Bissau é geralmente associada com o gumbé, um gênero polirrítmico, a principal exportação musical do país. No entanto, a agitação civil e outros fatores se combinaram ao longo dos anos para manter o gumbé e outros gêneros longe do público, mesmo nos países africanos, em geral sincretistas.
O afoxé é o principal instrumento musical do país e é usado em extremamente rápida e ritmicamente complexa música de dança. As composições são quase sempre em kriol, uma língua crioula baseada no português, e são muitas vezes bem-humoradas, além de geralmente girar em torno de eventos e controvérsias atuais do país, especialmente a SIDA.
A palavra gumbé às vezes é usado genericamente, para se referir a qualquer música do país, embora se refira mais especificamente a um estilo musical único que combina cerca de dez tradições da música popular do país. Tina e tinga são outros gêneros populares, enquanto tradições populares incluem músicas cerimoniais usada em funerais, iniciações e outros rituais, além da brosca e kussundé dos balantas, o djambadon dos mandingas e o kundere do Arquipélago dos Bijagós.

### Cinema
Flora Gomes é um director de cinema guineense de renome internacional; seu filme mais famoso é Nha Fala (2002). O filme Mortu Nega (1988), de Gomes, foi o primeiro filme de ficção e o segundo filme já feito na Guiné-Bissau. O primeiro longa-metragem foi N'tturudu, do diretor Umban u'Kest em 1987. No FESPACO de 1989, Mortu Nega ganhou o prestigioso Prêmio Ganda Oumarou. Mortu Nega foi feito em crioulo com legendas em inglês. Em 1992, Gomes dirigiu Udju Azul di Yonta, que foi exibido na mostra Un certain regard, no Festival de Cannes de 1992. Gomes também atuou nos conselhos de muitos festivais de cinema da África Ocidental.

### Desporto
No desporto, destaca-se a Seleção Guineense de Futebol.

### Feriados
| Data           | Nome em português               | Notas          |
| -------------- | ------------------------------- | -------------- |
| 1 de Janeiro   | Ano Novo                        |                |
| 20 de Janeiro  | Dia dos heróis                  |                |
| 8 de Março     | Dia Internacional da Mulher     |                |
| 1 de Maio      | Dia do Trabalho                 |                |
| 3 de Agosto    | Dia dos mártires da colonização |                |
| 24 de Setembro | Dia da independência (1973)     | Festa nacional |
| 13 de Outubro  | Final do Ramadão                | Muçulmana      |
| 20 de Dezembro | Festa do Cordeiro               | Muçulmana      |
| 25 de Dezembro | Natal                           | Cristã         |